# Brooks Orpik
Richard Brooks Orpik (San Francisco, 26 settembre 1980) è un hockeista su ghiaccio statunitense.

## Palmarès

### Olimpiadi
- Argento a Vancouver 2010.